# Farnsworth-Test
Der Farnsworth-Test ist ein Test für die Bestimmung der Farbsehtauglichkeit oder Farbfehlsichtigkeit bei Menschen.
Der Test wird zwei Mal mit jeweils zwölf bis vierzehn unterschiedlich gefärbten Farbplättchen durchgeführt, die von der zu testenden Person in der Reihenfolge des Farbkreises gelegt werden sollen. Auf der Rückseite sind die Plättchen nummeriert. Die von der Person derartig bestimmte Reihenfolge wird auf einem Zettel, auf dem die richtige Reihenfolge kreisförmig angeordnet ist, eingezeichnet. Ist der Farbkreis richtig gelegt worden, ist diese Kurve kreisförmig. 
Legt eine Person eine abweichende Reihenfolge, kann der Winkel der entstehenden Zacken auf dem Papier bestimmt werden und so der genaue Typ der Farbfehlsichtigkeit dieser Person bestimmt werden. Sogar die Gensequenz, die zu dieser Farbfehlsichtigkeit führte, kann so indirekt exakt bestimmt werden.
Im ersten Versuchsdurchgang wird mit gesättigten, im zweiten Teil mit entsättigten Farben gearbeitet. Der zweite Teil dient dazu, Anomalien der Farbfehlsichtigkeit genauer zu ermitteln. 
Wichtig für den Test sind möglichst konstante Lichtbedingungen, da bei Mischlicht (Beleuchtung und Tageslicht) auch Rot-Grün-Blinde in der Lage sind, abhängig vom einstrahlenden Licht den Farbkreis richtig zu legen, was bei einer einheitlichen Beleuchtung nicht möglich ist.